# Темешево
Темешево — село в Шацком районе Рязанской области в составе Кучасьевского сельского поселения.

## Географическое положение
Село Темешево расположено на Окско-Донской равнине на левом берегу реки Цны в 16 км к северо-востоку от города Шацка. Расстояние от села до районного центра Шацк по автодороге — 22 км.
К югу и юго-западу от села протекает река Цна, на которой расположены заливы и затоны. Ближайшие населённые пункты — сёла Аксельмеево, Польное и Лесное Конобеево.

## Происхождение названия
Название села Темешево явно антропонимического происхождения, то есть образовано от имени, прозвища, фамилии или клички человека. Но на сегодняшний день сказать от чего именно (фамилии, прозвища или имени) из-за отсутствия документов не возможно.
В справочнике «Рязанская область. Административно-территориальное деление на 1 января 1970 г.» в разделе «Населенные пункты и поселения. Шацкий район» село было наименовано как Темешово. Допущенная орфографическая ошибка привела в дальнейшем к различному написанию наименования села. Новое название — Темешово, было зафиксировано в официальном издании Рязанского областного комитета государственной статистики «Численность и размещение населения Рязанской области. Итоги Всероссийской переписи населения 2002 года», а также в Законе Рязанской области «О наделении муниципального образования — Шацкий район статусом муниципального района, об установлении ею границ и границ муниципальных образований, входящих в его состав».
В связи с разночтением в наименовании населенного пункта в официальных документах Рязанской области население столкнулось с проблемой оформления имущественных прав, трудностями при предъявлении документов, удостоверяющих личность, где указывается место рождения и место жительства, и в других случаях.
В 2009 г. граждане села Темешево даже ходатайствовали перед Правительством Рязанской области и Рязанской областной Думой о возвращении селу Темешово Шацкого района Рязанской области исторического наименования — село Темешево. Вопрос был вынесен на заседание Рязанской областной Думы и решен положительно — селу вернули его историческое наименование в 2009 году Постановлением Правительства Российской Федерации от 20.08.2009 № 685 «О присвоении наименований географическим объектам в Алтайском крае и переименовании географического объекта в Рязанской области».

## История
К 1911 году, по данным А. Е. Андриевского, деревня Темешево числилось в приходе Никольской церкви села Аксельмеево, и в ней насчитывалось 134 крестьянских двора и 1103 жителя
После Октябрьской революции 1917 г. церковные земли были реквизированы восставшим народом, из храма изъяли часть церковных ценностей, но службы в Никольском храме продолжались. В 1920-е гг., в результате размежевания, проведенного между деревней Темешево и соседним селом Аксельмеево, Никольская церковь, построенная на границе между двумя населенными пунктами в 1864 г., оказалась на территории Темешево. Примерно с этого времени деревня Темешево стала писаться селом.
В 1933 г. Никольская церковь была окончательно закрыта, а её здание использовалось под зернохранилище, но уже в 1946 г. оно было возвращено верующим и богослужение в церкви возобновилось. На протяжении всех лет советской власти и в постсоветский период Никольская церковь в селе Темешево оставалась одним из важных центров духовности в Шацком районе.

## Население
| 1989 | 2010 | 2012 |
| ---- | ---- | ---- |
| 308  | ↘110 | ↗118 |

Гендерный состав
К 1911 году, по данным А. Е. Андриевского, проживало 535 душ мужского и 568 женского пола

## Известные уроженцы
- Леонид Алексеевич Голубев (1912—1991) — гвардии капитан, штурман отряда бомбардировщиков 7-го гвардейского авиационного полка, Герой Советского Союза.

## Инфраструктура
Социальная инфраструктура
фельдшерско-акушерский пункт (ФАП).
Достопримечательности
- Храм святителя Николая Чудотворца — Никольская церковь. Построен в 1864 г. на средства прихожан.[7]

## Транспорт
Основные грузо- и пассажироперевозки осуществляются автомобильным транспортом. Село Темешево имеет выезд на проходящую поблизости автомобильную дорогу федерального значения М-5 «Урал»: Москва — Рязань — Пенза — Самара — Уфа — Челябинск.